# Annette Zgoll

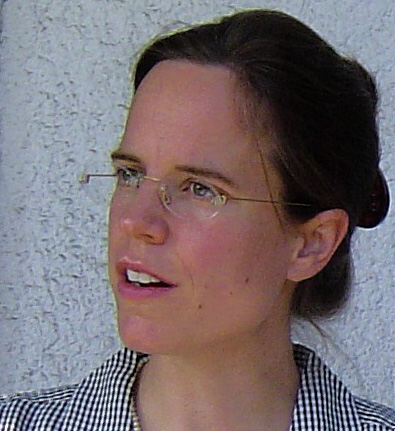
Annette Zgoll (2008)

Annette Zgoll (* 1970 in Freiburg im Breisgau als Annette Ganter) ist eine deutsche Altorientalistin. Zu ihren Forschungsschwerpunkten zählen sumerische und babylonisch-assyrische Literatur und Religion, Mythosforschung und Ritualforschung.

## Leben
Sie ist die Tochter von Martin Ganter, einem deutschen Schriftsteller, Philosophen, Physiker, Pädagogen und Hochschullehrer. Schon während der Schulzeit am Georgii-Gymnasium Esslingen gewann Zgoll den Landeswettbewerb „Alte Sprachen“ Baden-Württembergs (1987) und erhielt den Fachpreis Griechisch (1988). Als Stipendiatin der Studienstiftung des Deutschen Volkes studierte sie von 1988 bis 1992 Altorientalistik, Ägyptologie und Altes Testament an den Universitäten Münster (bis 1990) und München. Nach Abgabe ihrer Magisterarbeit zum Thema Akkadische Handerhebungsgebete an Ištar – Studien zur literarischen Form bestand sie im Juli 1992 ihr Magisterexamen mit Auszeichnung. Anschließend absolvierte sie ein Promotionsstudium mit Assyriologie im Hauptfach und Ägyptologie und Altem Testament im Nebenfach. Thema ihrer Dissertation war das sumerische Lied der Hohepriesterin En-hedu-anna. Ihr Rigorosum absolvierte sie 1996 mit dem Prädikat summa cum laude; die Dissertation erschien 1997 unter dem Titel Der Rechtsfall der En-hedu-Ana im sumerischen Lied nin-me-shara in der Reihe Alter Orient und Altes Testament. 1998 wurde sie mit dem Promotionspreis der Universität München ausgezeichnet.
Von 1999 bis 2002 arbeitete Zgoll als wissenschaftliche Assistentin am Altorientalischen Institut der Universität Leipzig, wo sie sich 2001 mit der Schrift Traum und Welterleben im Antiken Mesopotamien: Beiträge zu einer Kulturgeschichte des Träumens habilitierte und 2002 zur Oberassistentin befördert wurde. Als Privatdozentin mit der venia legendi für Altorientalistik übernahm sie im Sommersemester 2003 die Geschäftsführung des Altorientalischen Instituts. Zum Sommersemester 2008 nahm sie einen Ruf auf die Christian-Gottlob-Heyne-Professur für Altorientalistik am Seminar für Altorientalistik der Universität Göttingen an, wo sie seitdem auch geschäftsführende Direktorin ist. Im Januar 2010 wurde sie zum ordentlichen Mitglied der Akademie der Wissenschaften zu Göttingen gewählt.
Annette Zgoll ist seit 1997 mit dem Altphilologen Christian Zgoll verheiratet (3 Kinder), mit dem gemeinsam sie eine umfassende Theorie und Methodik der Mythosforschung etabliert und in verschiedenen Forschungsverbünden erforscht. Beide wurden 2023 gemeinsam für die Theorie und Methodik sowie die konkreten Ergebnisse der hylistischen Mythosforschung mit dem Peregrinus-Preis der Akademie der Wissenschaften und der Literatur in Mainz ausgezeichnet.

## Schriften (Auswahl)
- Der Rechtsfall der En-ḫedu-Ana im Lied nin-me-šara (= Alter Orient und Altes Testament. 246). Ugarit-Verlag, Münster 1997, ISBN 3-927120-50-2 (Zugleich: München, Universität, Dissertation, 1995).
- Die Kunst des Betens. Form und Funktion, Theologie und Psychagogik in babylonisch-assyrischen Handerhebungsgebeten zun Ištar (= Alter Orient und Altes Testament. 308). Ugarit-Verlag, Münster 2003, ISBN 3-934628-45-1.
- Traum und Welterleben im antiken Mesopotamien. Traumtheorie und Traumpraxis im 3.–1. Jahrtausend v. Chr. als Horizont einer Kulturgeschichte des Träumens (= Alter Orient und Altes Testament. 333). Ugarit-Verlag, Münster 2006, ISBN 3-934628-36-2.
- mit Christian Zgoll (Hrsg.): Mythische Sphärenwechsel. Methodisch neue Zugänge zu antiken Mythen in Orient und Okzident (= Mythological Studies. 2). De Gruyter, Berlin 2020, ISBN 978-3-11-065252-9.